# Samuel Webbe (sr.)
Samuel Webbe (Maó, Menorca, 1740 - Londres, Regne Unit, 25 de maig de 1816) fou un músic i compositor catòlic anglès. Era pare de Samuel Webbe i fill d'un funcionari del govern britànic. Son pare morí molt aviat després del seu naixement i sa mare tornà a Londres, on va educar-lo en circumstàncies força difícils. A l'edat d'onze anys, quan començà un aprenentatge de fuster, la seva mare ja morí. Descobrí el seu talent musical a la fusteria quan havia de reparar la caixa d'un clavicèmbal. Començà estudiar música amb Carl Barbandt. Fou nomenat organista de la capella de l'ambaixada de Portugal el 1776.
Està sebollit al cementiri Old St Pancras Cemetery a Camden.

## Obra
A més d'un centenar cançons burlesques (catches i glees), les quals es publicaren en diverses antologies, va compondre vuit antífones a doble cor i altres fragments de música religiosa; una Oda a Santa Cecília, a sis veus; un Concert per a piano i un Rèquiem.